# Kalkansöğüt, Lalapaşa
Kalkansöğüt là một xã thuộc huyện Lalapaşa, tỉnh Edirne, Thổ Nhĩ Kỳ. Dân số thời điểm năm 2011 là 99 người.